# Tiêu Thời Trung
Tiêu Thời Trung (giản thể: 萧时中; phồn thể: 蕭時中, sinh mất không rõ), tên thật là Khả Phục. Ông là người Lư Lăng, Giang Tây (nay thuộc địa cấp thị Cát An, tỉnh Giang Tây). Đỗ trạng nguyên khoa thi năm Tân Mão Vĩnh Lạc thứ 9 (1411).
Ông làm chức quan tu soạn ở hàn lâm viện. Năm Vĩnh Lạc thứ 12 (1414) phụng mệnh tu soạn "Ngũ kinh tứ thư tính lý đại toàn". Chết khi đương nhiệm. Sáng tác có "Khúc sơn tam tiêu di tập".